# Georges Senfftleben

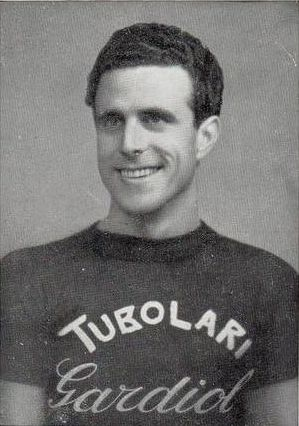
Georges Senfftleben

Georges Senfftleben (* 19. Dezember 1922 in Clamart; † 24. August 1998 in Èze) war ein französischer Bahnradsportler.
Er war als Profi-Bahnradfahrer von 1942 bis 1958 aktiv, in verschiedenen Disziplinen international erfolgreich, konnte jedoch nie Weltmeister werden.
1940 gewann Senfftleben sein erstes großes Sprint-Rennen, den „Grand Prix Cyclo-Sport de Vitesse“. In den folgenden Jahren wurde er in dieser Disziplin fünfmal Französischer Meister (1944, 1947, 1948, 1951 und 1952), siegte 1942 im Grand Prix d’Angers und 1944 im Sprint-Klassiker Grand Prix de Paris und belegte Podiumsplätze bei UCI-Bahn-Weltmeisterschaften, französischen Meisterschaften sowie Großen Preisen.
Ab 1952 startete Georges Senfftleben zudem bei 50 Sechstagerennen und anderen Zweier-Mannschaftswettbewerben. 1952 konnte er zusammen mit Émile Carrara seine ersten Sechstagerennen in Hannover und Saint-Étienne gewinnen; es folgten fünf weitere Siege, zwei davon mit Roger Godeau und drei mit Dominique Forlini. 1952 gewann er mit Émile Carrara und 1955 mit Forlini den Bahnwettbewerb Prix Dupré-Lapize in Paris.